# Wilhelm Withöft
Wilhelm Karlovič Withöft, (in russo Вильгельм Карлович Витгефт?) (Odessa, 1847 – Mar Giallo, 10 agosto 1904), è stato un ammiraglio russo, comandante del Primo Squadrone del Pacifico, la parte della Flotta del Pacifico della Marina imperiale russa intrappolata a Port Arthur durante la guerra russo-giapponese tra il 1904 e il 1905.

## Biografia
Nato ad Odessa, il suo nome aveva diverse varianti tra le quali Vilgelm e Vitgeft, essendo una traslitterazione in lingua russa del suo nome di origini germaniche.
Dopo aver completato il corso all'Accademia Navale nel 1868 circumnavigò il mondo a bordo del clipper Wsadnik. Dopo essere stato promosso sottufficiale nel 1870 e tenente nel 1873, dal 1875 al 1878 ricevette uno speciale addestramento per diventare esperto in balistica e nell'uso delle mine. Finita la sua formazione prestò servizio con varie mansioni in diverse navi della flotta russa del Mar Baltico.
Nel 1885 ottenne il suo primo ruolo di comandante della cannoniera Grosa, e nel 1892 ottenne il comando dell'incrociatore Wojewoda, guadagnando il grado di capitano nel 1894.

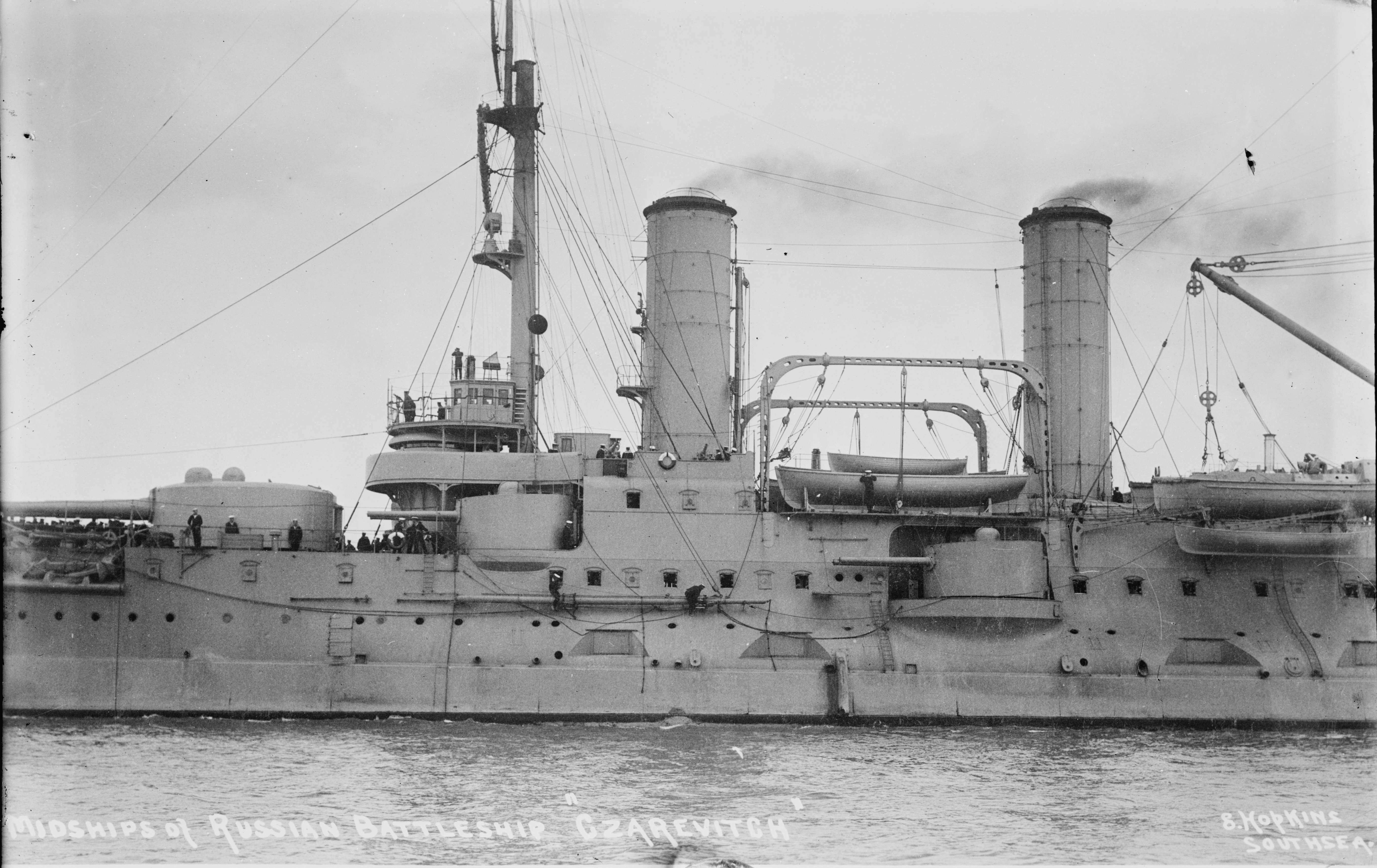
La corazzata Cesarevič

Il 26 ottobre 1899 venne promosso vice ammiraglio e inviato al comando della Flotta del Pacifico, dove prestò servizio agli ordini dello zarevic Alexeiev fino al 1903. Allo scoppio della guerra russo-giapponese divenne capo del Quartier Generale dell'Estremo Oriente per la marina russa, e dopo la morte dell'ammiraglio Makarov venne nominato provvisoriamente comandante del Primo Squadrone Russo del Pacifico, ribattezzato dal 17 aprile 1904 Primo Squadrone del Pacifico, del quale rimase di fatto a capo, a causa del blocco navale portato dalla flotta imperiale giapponese che impedì al vice ammiraglio Skridlov, appena nominato, di prendere le consegne del suo nuovo incarico. Dopo aver scelto di non rompere l'assedio, tuttavia per volere dello zarevic Alexeiev, supportato dallo zar in persona Nicola II, a Vitgeft venne ordinato di tentare una sortita per raggiungere con la sua flotta il porto di Vladivostok.
Nella battaglia navale che ne seguì, Withöft perse la vita sul ponte della nave ammiraglia Cesarevič il 10 agosto 1904.